# Кац, Хаим
Хаим Кац (ивр. חיים כץ‎; род. 21 декабря 1947, Германия) — израильский политик. Министр социального обеспечения Израиля.

## Биография
Кац родился в Германии и репатриировался в Израиль в возрасте двух лет в 1949 году. Получил среднее образование в профессиональной школе «Орт» в Гиватаиме. Прошёл службу в Армии обороны Израиля, дослужился до звания прапорщика.
В 1983 году был избран членом совета рабочих авиационной промышленности и руководителем профсоюзного представительства инженеров и техников. Главным достижением Хаима Каца на этой должности было включение всех инженеров и техников, работающих в авиационной промышленности (3600 человек), во всеизраильский профсоюз технических работников.
В 1993 году назначен секретарем всеизраильской Организации работников авиационной промышленности. Был членом совета директоров нескольких крупных фирм.
В августе 1997 года избран членом руководства израильской футбольной ассоциации.
Перед выборами в 2009 году Кац занял 14 место в праймериз Ликуда. Избирался в кнессет в 2009, 2013 и 2015 , 2022 годах.
14 мая 2015 года, после утверждения нового правительства, приступил к обязанностям министра социального обеспечения Израиля.
Хаим Кац женат, имеет трёх детей. Живёт в Шохаме, владеет ивритом и английским.

## Должности в Кнессете

### Должности в Кнессете15-го созыва
- Член парламентской следственной комиссии по проверке реализации и финансирования закона о национальном медицинском страховании
- Член комиссии по науке и технологии
- Член комиссии по труду, благосостоянию и здравоохранению

### Должности в Кнессете16-го созыва
- Председатель комиссии по труду, благосостоянию и здравоохранению
- Член финансовой комиссии

### Должности в Кнессете17-го созыва
- Председатель подкомиссии по вопросу проблемы выплаты пенсий в различных учреждениях
- Член комиссии по труду, благосостоянию и здравоохранению
- Член финансовой комиссии

### Должности в Кнессете18-го созыва
- Председатель комиссии по труду, благосостоянию и здравоохранению
- Член финансовой комиссии